# پاشا لیچنیکوف
پاشا لیچنیکوف (روسی: Павел Дмитриевич Лычников؛ زادهٔ ۱۶ فوریهٔ ۱۹۶۷) یک هنرپیشه اهل ایالات متحده آمریکا است. وی از سال ۱۹۹۶ میلادی تاکنون مشغول فعالیت بوده‌است.
از فیلم‌ها یا برنامه‌های تلویزیونی که وی در آن نقش داشته‌است می‌توان به یک روز خوب برای جان‌سخت، خاطرات چرنوبیل، ایر فورس وان، مبادله و شاخه خشکیده درخت اشاره کرد.